# Умм-ель-Кайвайн (місто)
Умм-ель-Кайвайн (أمّ القيوين) — місто у Об'єднаних Арабських Еміратах, столиця емірату Умм-ель-Кайвайн. Рибальський та торговельний порт на Перській затоці.
Місто складається зі старої частини, де зосереджені історичні пам'ятки та нової частини, окремо збудованої за 10 км від старого міста.
Місто також має значення курорту для активного відпочинку.

## Пам'ятки
- Форт Умм-ель-Кайвайн;
- Міський оборонний мур;
- Сторожові вежи;
- Мечеть (19 стол.).